# Robert E. Coleman
Robert Emerson Coleman (ur. 1928) – amerykański teolog ewangelikalny, duchowny metodystyczny, profesor Gordon-Conwell Theological Seminary w South Hamilton w USA. misjolog, jeden z głównych teoretyków ewangelizacji, autor wydanej w ponad trzech milionach egzemplarzy i przetłumaczonej na ponad 100 języków książki z 1963 pt. Ewangelizacja według planu Mistrza (ang. Master Plan of Evangelism).

## Życiorys
Uzyskał licencjaty w Southwestern University (1948) i w Asbury Theological Seminary (1951), magisterium w Princeton Theological Seminary (1952), a doktorat w The University of Iowa (1954). W latach 1949–1955 był pastorem zborów metodystycznych w USA. Był profesorem teologii w Asbury Seminary (1955-1983), Trinity Evangelical Divinity School (1983-2001), a obecnie, od 2001, w Gordon-Conwell Seminary. Pełnił także funkcję International Director of the Billy Graham Evangelistic Association's Schools of Evangelism.

## Nagrody i wyróżnienia
W 1998 uzyskał tytuł doktora honoris causa w Trinity International University, a w 2010 w Asbury Theological Seminary.
W 2006 jego książka The Master Plan of Evangelism została ujęta przez czasopismo Christianity Today na liście 50 najważniejszych książek, które ukształtowały współczesny ewangelikalizm.

## Publikacje
- Established by the Word of God, Seminary Press, 1959, Christian Outreach, 1976
- Introducing the Prayer Cell, Seminary Press, 1958, Christian Outreach, 1960
- Life in the Living Word, Seminary Press, 1960, Revell, 1976
- The Master Plan of Evangelism, Seminary Press, 1963, Revell, 1964
- The Spirit and the Word, Seminary Press, 1965, Christian Outreach, 1969, Revell, 1976
- The Lord's Plan to Spread the Good News, Evangelical Literature Society of India
- Dry Bones Can Live Again, Revell, 1969
- One Divine Moment, Revell, 1970
- Written in Blood, Revell, 1972
- They Meet the Master, Christian Outreach, 1972, Revell, 1973
- Evangelism in Perspective, Christian Publications, 1975
- The Mind of the Master, Revell, 1977, Harold Shaw/Waterbrook, 2000, Christian Outreach, 2003
- Songs of Heaven, Revell, 1980
- Growing in the Word, Revell, 1982
- The New Covenant, Nav Press, 1984
- The Heartbeat of Evangelism, NavPress, 1985
- Evangelism on the Cutting Edge, (redakcja) Revell, l986
- The Master Plan of Discipleship, Revell, 1987
- The Spark That Ignites, World Wide Publications, 1989
- Nothing to Do But to Save Souls, Zondervan, 1990
- The Great Commission Lifestyle, Revell, 1992
- Disciplemaking. Training Leaders to Make Disciples, (redakcja) Billy Graham Center, 1994
- The Coming World Revival, Crossway, 1995, Hodder & Stoughton, 1997
- The Master's Way of Personal Evangelism, Crossway, 1997
- Singing with the Angels, Revell, 1998
- Let the Fire Fall, Torch Trinity Graduate School of Theology in Korea, 2000
- The Heart of the Gospel, Baker Books, 2011
- Discipleshift, (współautor z: Jim Putman, Bobby Harrington), Zondervan, 2013[3]